# Walter Ferreri
Walter Ferreri, né en 1948 et originaire de Buddusò en Sardaigne, est un astronome à l'observatoire astronomique de Turin en Italie et un écrivain scientifique. Il est membre de la Division III Commission 20 Positions & Motions of Minor Planets, Comets & Satellites et de la Division III Planetary Systems Sciences de l'Union astronomique internationale. 
On a nommé (3308) Ferreri en son honneur pour ses contributions à la polarisation en astronomie. D'après le Centre des planètes mineures, il a découvert quinze astéroïdes entre 1984 et 1988, dont deux avec Vincenzo Zappalà.
Il est l'auteur, avec Margherita Hack et Pippo Battaglia du livre Origine e fine dell'universo (2002).

## Liste des astéroïdes découverts par Walter Ferreri
| (3625) Fracastoro        | 27 avril 1984 |
| (3778) Regge             | 26 avril 1984 |
| (4061) Martelli          | 19 mars 1988  |
| (4398) Chiara            | 23 avril 1984 |
| (4478) Blanco[1]         | 23 avril 1984 |
| (4821) Bianucci          | 5 mars 1986   |
| (5003) Silvanominuto     | 15 mars 1988  |
| (5022) Roccapalumba      | 23 avril 1984 |
| (6114) Dalla-Degregori   | 28 avril 1984 |
| (6289) Lanusei[1]        | 28 avril 1984 |
| (7396) Brusin            | 4 mars 1986   |
| (10738) Marcoaldo        | 17 mars 1988  |
| (19968) Palazzolascaris  | 19 mars 1988  |
| (21007) Lo Campo         | 19 mars 1988  |
| (52267) Rotarytorino     | 4 mars 1986   |
| 1. avec Vincenzo Zappalà |               |